# Bí tích Hòa Giải
Bí tích Hòa Giải (còn gọi là Bí tích Hoán Cải hay Sám Hối, Xưng Tội, Tha Tội, Giải Tội, Bí tích của sự hối cải, Bí tích Thống Hối, Bí tích Xưng tội, Bí tích ban ơn tha thứ, Bí tích Giao Hòa, Bí tích Cáo giải... Tiếng Anh: Sacrament of Penance) là một trong bảy Bí tích trong Giáo hội Công giáo Rôma và các Giáo hội Kitô giáo Đông phương. Thần học Giáo hội Công giáo Rôma và Đông phương cho rằng Bí tích Hòa Giải là Bí tích mà Chúa Giêsu đã lập để xá tội cho các hối nhân phạm tội từ khi lãnh nhận Bí tích Rửa tội trở về sau để giao hòa người đó với Thiên Chúa và Hội Thánh.
Theo giáo điều và thông lệ không thay đổi của Giáo hội Công giáo Rôma và Giáo hội Đông phương, chỉ những người được tấn phong Giám mục và thụ phong Linh mục mới được quyền giải tội nhân danh Thiên Chúa Ba Ngôi.
Vì sự khác biệt về Thần học, Tin Lành và một số nhánh Kháng Cách không có Bí tích Hòa giải, họ không thông qua các linh mục để xưng tội mà họ xưng thú tội lỗi trực tiếp với Thiên Chúa.

## Nền tảng Thần học
Sách Cựu Ước: Chúa trao sứ mạng rao giảng sự sám hối cho các Tiên Tri, kêu gọi loài người bỏ tà thần ngẫu tượng và các tội ác, quay trở về tôn thờ Thiên Chúa chân thật (xem Isaia, Ose, Ezéchiel); nhất là tiên tri Jeremia đã dùng 29 lần đến động từ sám hối trở về (xem Jer 8:4-5; 26:3-13; 31:18-19).
Sách Tân Ước: Thánh Gioan Tẩy Giả kêu gọi loài người sám hối trở về, dọn đàng cho Chúa Kitô, công khai rao giảng Tin Mừng (xem Mt 3:18; Mc 1:4; Lc 3:8).
Chúa Kitô nhấn mạnh đến sự tuyệt đối phải sám hối: “Ai không sám hối sẽ phải chết” (Mt 11:20-24; Mc 1:4; Lc 3:8). Chúa còn thúc dục tội nhân sám hối và tha tội cho họ: “Hỡi con, các tội của con đã được tha” (Mc 2:5; Lc 5:20) và trao quyền tha tội cho các Tông Đồ: “Hãy chịu lấy Chúa Thánh Thần. Các con tha tội cho ai, người ấy được tha; các con cầm buộc ai, tội người ấy bị cầm buộc” (Jn 20:23; Mt 16:18; 18:18). Ngài căn dặn các môn đệ phải tha tội cho người ta luôn mãi (Mt 18: 21-22).
Sách Công vụ Tông đồ và thư tín của các Tông đồ: Các Tông Đồ can đảm rao giảng và kêu gọi tội nhân sám hối trở về và tin vào Chúa Kitô, Đấng đã chịu chết và đã phục sinh (Acts 2:38; 5:31; 13:16-41; 14:15; 15:19; 26:18-20; II Cor 7:9; Thess 1:9) và thánh hóa nhân loại bằng Bí Tích Thánh Tẩy và Hòa Giải.

## Lịch sử

### Công giáo[3]
Trong sách Phúc Âm theo Thánh Gioan có ghi rằng Chúa Giêsu đã lập Bí tích này vào chiều ngày Phục sinh, khi hiện đến cùng các Tông đồ và nói: "Anh em hãy nhận lấy Thánh Thần. Anh em tha tội cho ai thì người ấy được tha, anh em cầm giữ ai thì người ấy bị cầm giữ" (Ga 20,22-23).
Giáo lý Công giáo quan niệm rằng: Tội là bẻ gãy mối hiệp thông không những với Chúa mà với cả Hội Thánh. Vì thế, ta cần được Thiên Chúa tha thứ và cần giao hòa với Hội Thánh. Ý nghĩa đó được thể hiện đầy đủ trong Bí tích Hòa giải. "Không ai có quyền tha tội ngoại trừ một mình Thiên Chúa" (Mc 2,7). Đúng như thế. Nhưng Chúa Kitô chính là Thiên Chúa nên Ngài có quyền tha tội: "Tội lỗi của con đã được tha" (Mc 2,5). Sau đó, Ngài ban cho Hội Thánh quyền tha tội nhân danh Ngài (x. Ga 20,21-23). Đồng thời trong cuộc sống trần thế, khi Đức Giêsu tha tội cho ai, Ngài cũng đưa họ hội nhập cộng đoàn dân Chúa. Vì thế, khi trao cho các quyền tha tội, Ngài cũng trao cho các ông quyền giao hòa tội nhân với Hội Thánh: "Các con cầm buộc ai, trên trời cũng cầm buộc. Các con cởi mở cho ai, trên trời cũng cởi mở" (Mt 16,19). Hội Thánh đã thực thi quyền bính Đức Giêsu trao phó trong cử hành Bí tích Hòa giải.
Trong suốt chiều dài lịch sử, hình thức cử hành có thể thay đổi, nhưng vẫn luôn luôn giữ cơ cấu nền tảng với hai yếu tố quan trọng: một là hành vi của hối nhân: thống hối, xưng tội, đền tội; hai là hành động của Thiên Chúa qua Hội Thánh: Giám mục và Linh mục nhân danh Chúa mà tha tội và ra việc đền tội cho hối nhân.

#### Thời kì sơ khai

##### Khoảng từ năm 90 - 150
Kitô giáo thuở xưa, các tội nhân chỉ có duy nhất một lần để được tha tội đó là thông qua Phép Rửa (còn gọi phép Rửa tội hay Báp têm). Vào thời này, Hội Thánh còn rất ít tín hữu, họ chỉ là một cộng đồng nhỏ giữa đa số là "ngoại đạo". Giai đoạn này các Kitô hữu rất sùng đạo, họ có đức tin nồng nhiệt, một đời sống luân lý nghiêm khắc nên việc bị phạm tội nặng là rất hiếm. Trong bối cảnh như thế nên ta có thể suy đoán rằng ở giai đoạn này việc thiết lập ra một cách thức giải tội khác với việc lãnh nhận Phép Rửa là chuyện không được nghĩ đến.
Các bức thư mà các chức sắc Kitô giáo gửi cho các Giáo hội Tiểu Á mà các lời khuyên sám hối chỉ nhắc đến cụm từ "hãy sám hối" được nhắc đi nhắc lại nhiều lần. Dường như Giáo Hội đã ý thức rất sớm rằng tội lỗi là một thực tế sẽ xảy ra trong đời sống của người đã chịu Phép Rửa và Giáo Hội là Giáo hội của các tội nhân. Chẳng hạn trong thư gửi tín hữu Côrintô của thánh Clêmentê viết vào khoảng năm 95 – 98 nhằm chấm dứt những chia rẽ trong cộng đoàn mà không ngần ngại gọi Giáo Hội là "nơi ẩn náu cho các tên trộm".

##### Giữa thế kỉ II
Tuy nhiên, từ giữa thế kỷ II, ta có thể đoán đuợc rằng sẽ có một sự thay đổi trong các cộng đoàn Kitô giáo tập họp nhiều tín hữu. Càng đông thì càng ít hiệp nhất. Các kitô hữu, vì vậy dần dần bị lây nhiễm bởi các thói tục ngoại đạo; một số nhỏ trong họ bị lây nhiễm, trong khi đại đa số vẫn trung thành với lời hứa của Phép Rửa.
Vấn đề sám hối từ đó đuợc đặt ra trong những kiểu nói hoàn toàn khác. Đây không còn phải là một trường hợp hay những trường hợp ngoại thường trong một giai đoạn nào đó cho một giáo hội nào đó. Hoàn cảnh mới đòi phải suy nghĩ: phải có một lý thuyết chứ không chỉ là một thực hành. Một số người chủ trương cứng rắn, đây là chủ trương của các tiến sĩ (người dậy giáo lý), họ muốn bảo vệ lý tưởng.
Hermas có một chỗ đứng quan trọng trong số các nhân chứng về định chế sám hối. Ông viết:"tôi nghe có một số tiến sĩ nói rằng không có sám hối nào khác ngoài sám hối vào ngày chúng ta đi xuống nước và chúng ta nhận được ơn tha thứ các tội lỗi trước đó". Ông tuyên bố là ông đồng ý với các tiến sĩ, những người dậy rằng không có sự tha tội nào khác ngoài Phép Rửa. Nhưng từ đó, một lý tưởng đuợc khẳng định: với ơn tha thứ của Phép Rửa, khai mào cho đời sống mới, một cách lý thuyết, tội nặng không có chỗ đứng. Tuy nhiên, thực tế lại khác: các tội nhân đâu có hiếm trong cộng đoàn kitô hữu! Hermas, trong cái nhìn cánh chung và để lay động những người cứng cỏi nhất, nhắc lại cho họ là thế giới đang đi đến kết thúc và họ có một cơ hội cuối cùng để trở về với ân sủng. Sự tha thứ lần thứ hai là và phải mang tính ngoại thường.
Chắc chắn, điều mới mẻ do Hermas gợi ra không phải là việc khẳng định rằng sám hối có thể được ban sau Phép Rửa, nhưng trong khi tuyên bố là có thể cho một lần duy nhất, ông đã đưa ra như một nguyên lý tuyệt đối là sau Phep Rửa, sám hối (ơn tha thứ) là duy nhất, nghĩa là không được lập lại cho người tín hữu: "Đối với tôi tớ của Chúa, chỉ có một sám hối duy nhất"
Do đó, cũng như không có việc chịu Phép Rửa lần thứ hai thì cũng không có việc lập lại sám hối lần thứ hai. Điều này có nghĩa là từ khởi thủy của Kitô giáo, định chế sám hối sau Phép Rửa được hiểu và được sống như một bản sao chép của Phép Rửa, như "phép Rửa thứ hai", phép rửa "lao nhọc", không phải bằng nước nhưng bằng nước mắt.
Như vậy, cuộc cách mạng đầu tiên là có một định chế sám hối khác với Phép Rửa "để tha tội".
Nguyên tắc về một sám hối duy nhất sau Phép Rửa sẽ bất di dịch và sẽ như kim chỉ nam cho tiến trình tiến hoá của sám hối thời thượng cổ. Từ đó, ơn tha thứ và canh tân nội tâm hay sám hối là một phép Rửa thứ hai thực sự, một sự thanh tẩy kép được ban để tha tội, vì vậy không lập lại, cũng như là không có chuyện lãnh nhận Phép Rửa lần thứ hai.
Hermas không nói đến sự can thiệp của Giáo Hội trong tiến trình sám hối. Tiến trình này trước hết diễn ra trong cuộc đối thoại giữa tội nhân và Thiên Chúa, vì chỉ một mình Ngài mới tha tội . Tuy nhiên có nhiều chỉ dẫn khác cho phép ta nghĩ rằng cộng đoàn Giáo hội không hoàn toàn vắng bóng. Hermas cho ta biết, qua các trưởng lão và các chủ tịch cộng đoàn, Giáo Hội công bố sứ diệp sám hối
Đối với tất cả các tác giả thời này thì chính Thiên Chúa và chỉ một mình Ngài tha tội và chữa lành, với Ngài mà tội nhân thú tội , nơi Ngài mà tội nhân cầu khẩn để được ơn tha thứ. Và ơn tha thứ này gắn liền với việc được tái gia nhập vào Giáo Hội qua trung gian của cộng đoàn địa phương. Thánh Irênê nhiều lần nhắc đến những cuộc tái gia nhập như thế.
Là cộng đoàn được cứu độ, Giáo Hội cũng xuất hiện như một định chế cứu rỗi mà trong đó ơn tha thứ của Thiên Chúa được thể hiện. Trong mọi trường hợp, phải chạy đến với Giáo Hội để làm cho ơn tha thứ của Thiên Chúa được triển nở hết mọi năng lực.

##### Thế kỉ III
Giữa thế kỷ II, chúng ta bước sang một giai đoạn mới với việc Kitô giáo lớn rộng.
a) Thời kitô giáo phát triển
Trong nhiều vùng, số người trở lại tăng nhanh, Giáo Hội ra khỏi biên giới Do thái giáo để đi vào thế giới Hy lạp-Rôma và chịu ảnh hưởng bởi thế giới này.
Nhờ con số các tín hữu cáng ngày càng đông, do ảnh hưởng của họ, với tài sản mà họ nắm giữ, Giáo Hội càng ngày càng xuất hiện như một lực lượng. Nhiều cộng đoàn mới hội nhập vào xã hội. Thái độ hoà hợp này tạo thuận lợi cho phong trào trở lại đạo, nhưng nó cũng giả thiết một số những thoả hiệp nào đó: việc hội nhập trong một xã hội thấm nhuần tinh thần ngoại đạo không thể không ảnh hưởng trên các tín hữu và làm cho việc từ bỏ những thói tục ngoại đạo càng trở nên khó khăn.
Các Giáo hội bước đi như thế trong tiến trình tăng trưởng, trong bối cảnh này, các Giáo Hội cảm thấy nhu cầu phải có những định chế. Những định chế này, ta sẽ thấy vào thế kỷ III.
b) Định chế sám hối và giáo phụ Tertulianô (khoảng năm 220)
Trước con số trở lại mỗi ngày một đông, định chế dự tòng được tổ chức. Số người được rửa tội càng đông thì đồng thời số tội nhân càng tăng. Vấn đề sám hối được đặt ra. Để đáp ứng trước tình hình mới, định chế sám hối được thành hình tại Carthage cùng lúc với định chế dự tòng. Cả hai định chế này dường như là hai bản sao chép nhau. : các dự tòng và các hối nhân tạo thành những nhóm khác biệt, tách khỏi các tín hữu ; cả hai đều phải trải qua thử thách trước khi gia nhập hoặc tái gia nhập vào Giáo Hội, và việc tái gia nhập cũng như việc gia nhập này chỉ được thực hiện một lần duy nhất.
Chính nơi tác phẩm "De pudicitia" (Về sự thanh tịnh) của Tertulianô mà lần đầu tiên ta gặp thấy một thái độ rất cứng rắn. Theo ông, một số tội nặng (peccata graviora) như chối đạo, giết người, ngoại tình và những hình thức khác của tội dâm dục không thể được tha thứ và hoà giải trong Giáo Hội sau Phép Rửa.
Cũng trong tác phẩm của ông mà ta gặp được sự mô tả về định chế sám hối, ông nói rằng để được tha thứ, kitô hữu tội nhân phải noi gương đứa con hoang đàng mà trước hết ăn năn hối hận rồi trở về với cha mình để thú tội với Ngài ; nhưng ông cũng thêm ngay sau đó : ăn năn tội chưa đủ, nhưng sự ăn năn này còn phải biểu lộ và minh chứng bằng hành động. Họ bị trục xuất khỏi cộng đoàn, đứng ở cửa nhà thờ, chịu khổ chế cũng như những sỉ nhục công khai, nhịn ăn nhịn uống, ăn chay, mang áo nhậm, kiêng tắm, nằm trên giường cứng, cầu nguyện lâu giờ và phủ phục và sau một thời gian, họ mới được giám mục cho tái gia nhập vào cộng đoàn.
Vào thời Tertulianô, sám hối và hoà giải đòi phải có sự can thiệp của Giáo Hội. Diễn tiến của sám hối như Tertulianô mô tả lại vẫn giữ nguyên nền tảng, mặc dù có nhiều chi tiết và thời gian kéo dài giống như sám hối thời trước đó.
Tội nhân chỉ được "làm lại cuộc đời" một lần duy nhất. Tác giả của Khảo luận về sám hối (De paenitentia) viết như sau:
"Ngài đã đặt trong tiền đình một sám hối thứ hai mở ra cho các tội nhân gõ cửa; nhưng chỉ một lần, bởi vì thực sự đó là lần thứ hai (sám hối lần thứ nhất là sám hối của Phép Rửa) và không bao giờ có lần nữa trong tương lai, vì nếu không như vậy thì sám hối trước đó sẽ nên vô ích "
Sám hối "thứ hai" này là duy nhất, nghĩa là không thể lập lại . Tính không thể lập lại này được chứng minh khi so sánh tương tự với Phép Rửa. Phép Rửa trở nên kiểu mẫu và bản sao cho sám hối. Định chế sám hối là "Phép Rửa thứ hai" bởi vì nhờ nó, tội nhân tìm lại ơn tha thứ một lần nữa. Nguyên tắc của sám hối không được lập lại sẽ vững vàng cách tuyệ đối cho tới khi hệ thống sám hối giá biểu xuất hiện vào thế kỷ VII
Sự xuất hiện của sám hối không lập lại thời thượng cổ nhằm đáp ứng sự cần thiết chống lại hiện tượng giảm sút lòng nhiệt thành sốt mến vào thời đại mà việc trở thành kitô hữu đã bớt nguy hiểm và việc hội nhập vào xã hội lại dễ dàng. Tuy nhiên, hệ thống này tỏ ra quá đòi hỏi đối với một Giáo Hội "đám đông", nó chỉ hoạt động tốt trong những cộng đoàn "tuyên xưng đức tin". Tiến trình của hệ thống này đi từ sự nghiêm khắc và ta sẽ thấy, chính cơ cấu phẩm trật của Giáo Hội đã góp phần làm cho hệ thống này sụp đổ.
Từ thế kỷ III, ta có thể nói đến một nghi thức sám hối. Sám hối nghiêm khắc này chỉ được một lần duy nhất sau Phép Rửa, bao gồm: việc thú tội của hối nhân; cộng đoàn cầu nguyện cho hối nhân; thời gian dài để đền tội; cuối cùng được giám mục giao hoà.
Tóm lại, tiến trình sám hối gồm ba giai đoạn : đi vào sám hối, giai đoạn đền tội và cuối cùng là hoà giải. Tội nhân trước hết bị trục xuất khỏi cộâng đoàn, không được tham dự Thánh Thể. Sau một giai đoạn "đền tội" do giám mục chỉ định và xét thấy là đủ, giám mục sẽ hoà giải tội nhân, có nghĩa là cho tái gia nhập vào cộng đoàn. Trong hệ thống sám hối này, việc thú tội với giám mục dường như không được coi như là một yếu tố cấu tạo nên tiến trình sám hối, nhưng đúng hơn chỉ như một yếu tố đơn thuần đi trước tiến trình sám hối.
Tiến trình sám hối này mang chiều kích cộng đoàn trước khi mang tính cá nhân. Cộng đoàn Giáo hội hiện diện từ đầu đến cuối tiến trình. Khi bước vào sám hối, bắt đầu mùa chay, cộng đoàn Giáo hội tập họp để đón nhận các kitô hữu bắt đầu một giai đoạn hoán cải mãnh liệt ; cộng đoàn ký thác họ cho Chúa Cha là Đấng giầu lòng thương xót. Trong suốt thời gian sám hối, có thể kéo dài nhiều năm, các hối nhân được mời gọi sống thời gian cầu nguyện đặc biệt ; họ lập thành một "bậc" (ordre), một nhóm giống như các dự tòng. Cuối cùng, vào ngày Thứ Năm Tuần thánh, họ được hoà giải với cộng đoàn và sự hoà giải này đuợc ghi dấu bằng việc hiệp lễ (rước lễ) .
Lời cầu khẩn của cộng đoàn cũng được coi như rất quan trọng trong thời Thượng cổ. Trong lúc cử hành hoà giải, tác giả sách Didascalie viết "giám mục [.] đặt tay trên tội nhân trong lúc cộng đoàn cầu nguyện cho họ, rồi sau đó cho họ đi vào trong nhà thờ và nhận họ vào trong cộng đoàn". Có lẽ, lời cầu khẩn này không chỉ diễn ra trong giai đoạn sám hối, nhưng còn trong chính cuộc cử hành.
Vai trò của linh mục, hay đúng hơn là của giám mục vào thời này, tự căn bản, là người cử hành trong tất cả mọi cử hành phụng vụ : ngài chủ tọa cộng đoàn phụng vụ và nhân danh cộng đoàn, ngài đọc lên lời kinh của Giáo hội, khẩn khoản ơn tha thứ của Thiên Chúa cho các hối nhân và loan báo cho cộng đoàn rằng họ được hoà giải. Ngài nhận lời thú tội của các hối nhân, nếu tội của họ còn kín và nếu họ phải biện minh cho việc họ xin đi vào tiến trình sám hối.
Dưới cái nhìn này, Giáo Hội không hiểu mình như trung gian của ơn tha thứ của Thiên Chúa qua tác vụ linh mục và lời xá giải, nhưng như một nhóm người đã chịu Phép Rửa mà tội nặng đã làm hoen ố phẩm chất, nhưng cũng là nguyên nhân của sự hoán cải sâu xa ; trước sức tấn công của tội lỗi, nhóm này đề ra một hình thức đi vào một khởi điểm mới, được hoàn tất trong sự liên đới cầu nguyện với các hối nhân.
c) Vấn đề những người "sa ngã" và thánh Cyprianô (khoảng năm 258)
Giữa thế kỷ III, với các cuộc bách hại của hoàng đế Decius và Valêriô, vấn đề các nguời "sa ngã" (chối đạo, lapsi) được đặt ra một cách thật nan giải cho các Giáo hội, bởi vì một số rất đông chối và bỏ đạo.
Thực ra, vấn đề này không phải là vấn đề mới cho Giáo Hội. Chúng ta đừng quên rằng, người sa ngã đầu tiên, trước khi Chúa sống lại, không ai khác là chính Phêrô, người đã hai lần khẳng định :  "Tôi không biết người đó" (Mt 26, 12.14). Eusèbe cho chúng ta biết rằng nếu vào năm 177, tại Giáo Hội Lyon và Vienne, 46 kitô hữu đã tử đạo cùng với Blandine và giám mục Pothin, thì cũng có hàng chục người từ bỏ đức tin và Phép Rửa.
Dù vậy, vấn đề được đặt ra vào thế kỷ III rất là khác. Khác vì ít là hai lý do :
Thứ nhất, vì từ cuộc bách hại của hoàng đế Decius (từ năm 250 đến 251), cách bách hại sẽ thay đổi. Từ hoàng đế này, ta thấy thực sự có một chính sách tiêu diệt Kitô giáo: công dân nào hứa trung thành với các thần minh của Hoàng đế sẽ được cấp phát một "giấy chứng nhận" (libellus) chứng thực cho lòng trung thành của họ. Vì thế, mỗi kitô hữu vừa mang trách nhiệm đối với hoàng đế vừa phải tuyên xưng niềm tin của mình. Ta hiểu đuợc vì thế mà có nhiều người đã rút lui, từ chối việc họ thuộc về kitô giáo, trong lúc sử dụng những cách thế để cho mình có được "giấy chứng nhận" này.
Lý do thứ hai gắn với sự kiện một số người sau khi chối đạo đã đến xin gia nhập lại vào Giáo Hội. Từ đó tạo ra vấn đề. Một số câu hỏi được nêu ra: có nên để tất cả những tín hữu yếu đuối này ở ngoài niềm hiệp thông của Giáo Hội? Làm thế nào để đối xử với những kẻ hấp hối xin ơn tha thứ?
Với Cyprianô, giám mục Carthage (năm 258) và giáo hoàng Cornêliô (năm 253 - 255), cuộc tranh luận với ly giáo Novatiô sẽ đưa các giám mục tới việc xác định lần đầu tiên cách chữa trị dành cho những người chối đạo. Từ đầu, chính Novatiô là người duy nhất chống đối việc vội vã đón nhận lại các người chối đạo. Theo một số sử gia, thánh Cyprianô và giáo hoàng Cornêliô là những người đầu tiên chấp thuận cho các nguời chối đạo được hoà giải.
Với quan điểm này, Cyprianô cho thấy ngài không chống lại việc hoà giải những người này, nhưng cũng không đồng ý với việc hoà giải vội vàng. Đây là lập trường trung dung. Về việc tổ chức tiến trình sám hối, ta không thấy nơi ngài có gì mới . Đối lại với sự tha thứ hoàn toàn nhưng không nơi Phép Rửa, ơn tha thứ do "Phép Rửa thứ hai" mang lại, theo ngài, đòi phải có việc đền tội tương xứng đối với các tội nặng  : tiến trình này đòi các hối nhân nhìn nhận mình là kẻ có tội trước cộâng đoàn và đón nhận sự hoà giải do việc đặt tay của giám mục.
Trong các thư của Cyprianô, ta thấy vai trò mà giám mục, các linh mục, các vị giải tội, cộng đoàn phải có trong tiến trình sám hối. Các đoạn thư này cũng cho thấy chỉ một mình Thiên Chúa tha tội .
Về phía Giáo Hội, Giáo Hội không tha tội, nhưng là hòa giải các tội nhân. Sự hoà giải này không phải chỉ là một hành đông bên ngoài do việc tái gia nhập các hối nhân vào cộng đoàn hữu hình, nhưng cung cấp cho hối nhân sự bảo đảm rằng họ được Thiên Chúa tha thứ . Nói khác đi, ơn cứu rỗi từ phía Thiên Chúa và sự bình an từ phía Giáo Hội song hành với nhau.
Thiên Chúa luôn là Đấng xét xử tối cao : "Thiên Chúa, Đấng mà con người không thể nào trách cứ và là Đấng thấy rõ lòng của con người, chính Người sẽ xét xử điều mà chúng ta không thể nào đạt tới, và Chúa sẽ ra án lệnh cho các tôi tớ Người".

##### Thế kỷ IV - VI
Một ít năm sau cuộc bách hại dài nhất và đẫm máu nhất của hoàng đế Đioclêtiô, sắc chỉ Milan (313) đem lại cho Kitô giáo quyền tự do tôn giáo và trả lại cho Giáo Hội mọi tài sản đã bị chiếm đoạt trước đó. Hoàng đế Constantin không chỉ bảo đảm cho Giáo Hội một số đặc ân, nhưng ông còn chống lại các tôn giáo ngoại đạo. Địa vị và quyền lực của Giáo Hội trong xã hội trần thế càng ngày càng lớn mạnh.
Những đặc điểm của tiến trình sám hối trong thời gian trước Constantin không thay đổi : sự hoán cải nội tâm cần thiết, nhưng cũng cần thiết phải thú tội với giáo quyền để được tha những tội nặng, phải làm việc đền tội trong một thời gian dài và nghiêm khắc như điều kiện không thể thiếu được (sine qua non) của việc hoà giải, trừ những trường hợp đặc biệt như nguy tử. Tiến trình sám hối đưa đến ơn tha thứ thật sự nghiêm khắc và không thể lập lại.
Từ Hermas đến Césaire thành Arles, từ Tertulianô đến Ambrosiô, tất cả các giáo phụ, cách này hay cách khác, đều gắn bó với sám hối thời thượng cổ, đã nhấn mạnh tới cơ may mới, nhưng duy nhất của "Phép Rửa thứ hai": "Thiên Chúa đã cho phép cánh cửa của ơn tha thứ được hé mở ra mặc dù đã bị đóng và chặn lại do khóa của Phép Rửa, Ngài đã đặt trong tiền đuờng sám hối lần thứ hai, để mở ra cho những ai gõ cửa, nhưng chỉ một lần mà thôi, vì đó là lần thứ hai và không còn lần nào nữa".
Tuy nhiên, sau nền hòa bình của Constantin, những con đường mới đang mở ra cho Giáo Hội. Giáo Hội trở thành "Giáo hội đám đông" và dần dần "cơ cấu hoá".
a) Sám hối "giáo luật" và các công đồng
Sau nền hoà bình của Constantin, số người ngoại trở lại Kitô giáo tăng rất nhanh. Từ đó, dường như kéo theo một sự buông lỏng về kỷ luật sám hối. Chúng ta có thễ nghĩ tới việc các tân tòng, do không còn được tuyển lựa kỹ càng, vì định chế dự tòng đang dần dà biến mất, sẽ khó có khả năng giống như thế hệ trước của họ trung thành với lời hứa Rửa tội.
Giáo Hội lớn mạnh và càng ngày càng đóng một vai trò quan trọng trong xã hội. Đây cũng là lý do bắt Giáo hội phải nghĩ tới việc cần thiết phải có tổ chức. Các Công đồng được triệu tập không chỉ bằng lòng bàn tới tín lý, mà còn muốn đưa ra những luật lệ liên can đến kỷ luật và một số điều luật (canons) ấn định những quy tắc liên quan đến sám hối. Tại Đông phương, các bức thư chứa đựng luật lệ (Epitres canoniques) do Grêgôriô Thaumaturge, Phêrô thành Alexandria và thánh Basiliô thành Cêsarêa soạn thảo được thêm vào những điều khoản của các Công đồng, những thư này được viết nhằm trả lời các câu hỏi liên quan đến các trường hợp cụ thể, đã có được uy thế mau lẹ và được coi như những quy tắc luật lệ phải theo.
Trong lúc tiến trình sám hối vẫn giữ nguyên (bị trục xuất khỏi cộng đồng Giáo Hội, thời gian đền tội, hòa giải) thì quy tắc luật lệ dần dần xác định rõ hơn. Một số những luật lệ này nhằm sửa chữa những lạm dụng và chống lại những độc đoán.
Công đồng Elvire (306) tại Tây ban Nha, gồm 18 giám mục và 24 linh mục đại diện cho các giáo hội của họ, đã xác định quyền thẩm phán về sám hối và ấn định thời gian đền tội đối với một số tội phạm.
Các điều khoản của Công đồng Elvire cho phép chúng ta nghĩ đến một số khó khăn và một số thử thách của các kitô hữu trong giai đoạn Giáo Hội ít hay nhiều còn bị bách hại. Đồng thời cũng cho ta thấy rất rõ về kỷ luật sám hối trong xứ này và trong thời này.
Về vai trò của thừa tác viên sám hối, điều khoản 32 ấn định rằng giám mục là thừa tác viên thông thường của sám hối và điều khoản 53 ấn định rằng chỉ một mình giám mục mới có thể hoà giải hối nhân mà ngài đã trục xuất (tuyệt thông).
Vào năm 314, các đại biểu của 16 Giáo phận xứ Gaule tham dự Công đồng Arles. Nhiều quyết định của Công đồng liên quan đến những ngành nghề bị cấm đối với các tín hữu và những hình phạt đối với những tội nặng.
Định chế sám hối kèm theo một số những cấm đoán thay đổi tùy theo các giáo hội. Ambrosiô, giám mục Milan (374-397) đòi các hối nhân phải từ bỏ những danh dự trần thế và những liên hệ vợ chồng Giáo hoàng Sirice (384-399) đòi các hối nhân phải kiêng cữ hoàn toàn liên hệ vợ chồng sau khi được hoà giải Tại Phi châu, thánh Augustinô không để lại một luật lệ rõ ràng nào và Công đồng Carthage năm 397 chỉ tuyên bố : "đối với các hối nhân, tùy theo tội phạm, giám mục sẽ xét và ấn định một thời gian đền tội".
b) Sám hối "giờ cuối cùng"
Vào thời thánh Césaire thành Arles (525-542) bắt đầu một giai đoạn mới của tiến trình tiến hoá. Năm 506, ngài đã chủ tọa Công đồng Agde, Công đồng tuyên bố sự thất bại của sám hối công khai, nhưng giữ lại hình thức sám hối này cho những người già. Tuy nhiên, Công đồng cũng biết rằng mọi tín hữu muốn lãnh nhận trước khi chết và tổ chức theo nhu cầu mục vụ để đáp ứng lại nguyện vọng này. Từ đó, sám hối được dành cho những giờ phút cuối cùng và trở thành sự chuẩn bị cuối cùng cho giờ chết.
Các giám mục tham dự Công đồng là những mục tử, các ngài lưu tâm đến những lợi ích mục vụ của sự đổi mới này, chắc chắn, theo gương của Césaire, đã tìm cách tạo điều kiện thuận lợi cho các tín hữu của mình thực hành việc sám hối này. Trong bối cảnh đó, các ngài đã suy tư về sám hối giờ cuối cùng (in extremis), và đã công bố những luật lệ liên quan đến tuổi tác lãnh nhận sám hối này.
Tuy nhiên, hình thức đặc biệt này đã gây tranh cãi. Một số giám mục cảm thấy phải miễn cưỡng khi ban sám hối cho một người hấp hối và có đủ lý lẽ biện minh cho thái độ dè dặt của họ. Xét về diễn tiến bình thường theo kỷ luật ấn định, sám hối được ban bên giường người hấp hối, ít ra, tạo ra một bất quy tắc nghiêm trọng : đó là không có việc đền tội và không có những cố gắng cá nhân.

##### Kết luận
Chúng ta đã tóm tắt một giai đoạn dài của lịch sử sám hối. Điều ta chú ý trước hết là định chế sám hối đã có những thay đổi trong sáu thế kỷ đầu. Chúng ta đã ghi lại những giai đoạn chính của biến chuyển này. Tiến trình tiến hoá này đã đáp ứng trước những thay đổi diễn ra trong lòng của Giáo Hội dưới sức ép của các yếu tố bên ngoài gắn liền với bối cảnh văn hoá xã hội của thời đại.
Trong sám hối "giáo luật", sự nhấn mạnh tập trung vào sự hoán cải nội tâm của tội nhân. Các giáo phụ đã nhận ra đó là hoạt động ưu tiên của Thiên Chúa. Trước hết, theo nghĩa mà các ngài giải thích hai đoạn tin mừng thường xuyên được áp dụng cho sám hối : việc chữa lành 10 người phong cùi và sự phục sinh của Lagiarô. Nơi Chúa Giêsu, chính Thiên Chúa đem lại sức khoẻ và sự sống cho những người bị chết và yếu đau một cách thiêng liêng. Tới thế kỷ XIII, tại Tây phương, lời xá giải mang hình thức lời khẩn xin, vẫn luôn được Đông phương sử dụng, đã nhấn mạnh rõ ràng trên sự kiện là, không ai có thể tha tội, ngoại trừ "một mình Thiên Chúa" (Mc 2, 7).
Tuy nhiên, các giáo phụ không bao giờ đối lập hành động này của Thiên Chúa với Giáo Hội. Ngược lại, hối nhân chỉ có thể được hoà giải với Thiên Chúa trong Giáo Hội và nhờ Giáo Hội.
Theo thánh Augustinô, toàn thể Giáo Hội, được đại diện bởi Phêrô, trong khi trục xuất các tội nhân khỏi sự hiệp thông và can thiệp qua lời cầu nguyện để hoà giải họ, Giáo Hội thực thi quyền tháo-mở đã nhận từ Chúa Giêsu, xét như một cộng đoàn. ; nhưng lời khẩn cầu của Giáo Hội chỉ có hiệu năng thực sự với lời tuyên bố của giám mục trong nghi thức hoà giải.
Lời cầu nguyện của cộng đoàn, trong thời gian sám hối, ưu tiên nhắm đến việc xin Thiên Chúa hoán cải tận đáy lòng của các hối nhân, để họ có thể thay đổi cách sống. Theo các giáo phụ, việc nhấn mạnh vừa trên hoán cải nội tâm vừa trên việc thay đổi bên ngoài, dường như do xác tín rằng Thiên Chúa hoà giải với tội nhân theo mức độ họ hoán cải và từ đó mà thay đổi nếp sống. Hoà giải để được sống trong lòng Giáo Hội, nhưng hành vi mang tính "bí tích" thành sự là do giám mục.
Tuy nhiên việc nhấn mạnh về quyền tư tế của giám mục trong việc hoà giải với Thiên Chúa được đặt ra trong bối cảnh của cuộc tranh luận với phái Novatiô. Những người theo phái này không công nhận Giáo Hội có quyền tháo gỡ điều mà Giáo Hội đã buộc. Một cách tổng quát, ý hướng của các giáo phụ, qua hai đoạn Tin mừng mà ta đã nói trên đây, là nhấn mạnh đến hoạt động của Thiên Chúa đi vào lòng con người để hoán cải họ hơn là trên chính nghi thức. Phần lớn các giáo phụ đã chấp nhận công thức của thánh Grêgôriô Cả khi chú giải về sự phục sinh của Lagiarô : "Chúng ta phải xá giải nhờ quyền mục vụ của chúng ta những người mà chúng ta biết họ đã được tác sinh bởi ân sủng"
Trong thời Thượng cổ, lời cầu khẩn của cộng đoàn trong lúc cử hành hoà giải cũng rất quan trọng, như tác giả sách Didascalie viết: "giám mục đặt tay trên tội nhân trong lúc cộng đoàn cầu nguyện cho họ và sau đó hãy cho họ đi vào trong nhà thờ và đón nhận họ vào lại trong cộng đoàn của anh chị em". Lời cầu khẩn của cộng đoàn dường như không chỉ có mặt trong thời gian sám hối mà ngay cả trong chính khi cử hành hoà giải.
Sám hối "giáo luật" mang nặng tính "kỷ luật". Trong khi "tuyệt thông" các hối nhân, giám mục không loại trừ họ khỏi Giáo Hội ; họ vẫn là các kitô hữu, nhưng khi làm như vậy, trong bối cảnh của giáo hội học mang nặng tính bí tích, thì có một sự tương đương giữa việc không được hiệp thông Thánh Thể (rước lễ) với việc thuộc về Giáo Hội một cách hữu hình. Điều này được cụ thể hóa do chỗ ngồi của họ trong cộng đoàn giống như các dự tòng. Việc họ được hoà giải, ở cuối tiến trình sám hối, đồng nghĩa với việc bãi bỏ "vạ tuyệt thông" : Giáo Hội tháo gỡ điều mà Giáo Hội đã buộc. Ta sẽ hiểu sai về sám hối thời Thượng cổ, nếu ta không nhận ra chiều kích kỷ luật này.
Dưới ánh sáng của lịch sử, ta dễ hiểu được do đâu mà sám hối thời cổ xưa dần dần tỏ ra không thể đáp ứng được, để rồi cuối cùng đi đến thất bại. Lý do chính là người ta vẫn muốn nó tồn tại trong một Giáo hội đã trở thành Giáo hội "đám đông".

#### Thời Thượng - Trung cổ
Chúng ta nhớ lại rằng sám hối thời Thượng cổ nằm dưới sự kiểm soát trực tiếp của giám mục : chính ngài và chỉ một mình ngài chấp thuận cho tội nhân đứng vào hàng những hối nhân - thường là vào đầu mùa chay và chính ngài hoà giải họ vào ngày thứ năm tuần thánh. Tiến trình sám hối thời Thượng cổ mang tính công khai, không phải do việc thú tội, nhưng là trước giám mục, lúc mà tội nhân được chấp thuận ở vào hàng hối nhân. Sự công khai của sám hối thời Thượng cổ mang tính chất cộng đoàn và giáo hội : những nghi thức trọng thể chấp nhận cho tội nhân vào "bậc" hối nhân, chỗ đứng và việc đối xử đặc thù với các hối nhân trong suốt thời gian đền tội, nghi lễ hoà giải trước cộng đoàn. Cộng đoàn được mời gọi cách rõ ràng để cầu nguyện, để than khóc, để rên xiết cho và cùng với các hối nhân. Chúng ta cũng biết rằng tội nhân chỉ có thể đến với sám hối một lần duy nhất trong cuộc đời.
Ngược lại, theo kỷ luật mới, mọi tội nhân có thể được hoà giải và hoà giải nhiều lần. Tội nhân gặp gỡ riêng tư với linh mục, chứ không chỉ với giám mục. Tiến trình của sám hối giá biểu diễn ra trong sự kín đáo, bí mật : không còn vấn đề phân biệt "bậc" hối nhân, không còn chuyện phải mang những áo đặc biệt, chỗ ngồi riêng biệt khi cử hành và những buổi cử hành trước mặt cộng đoàn.

##### Sám hối Ái Nhĩ Lan hay sám hối giá biểu
Vào cuối thế kỷ VI, các thầy dòng Aùi nhĩ lan thiết lập một "giá biểu sám hối" trên vùng đất này. Đây là sám hối được lập lại, mỗi tội được sắp xếp tuỳ theo mức trọng tội, phù hợp với một giá biểu đền tội tương xứng. Sau khi đã hoàn tất việc đền tội, tội nhân đuợc hoà giải cách riêng tư nhờ tác vụ của linh mục.   
a) Sám hối giá biểu và các "thủ bản giải tội"
Người ta định nghĩa thủ bản giải tội như "một danh sách các tội kèm theo một giá biểu đền tội". Các giá biểu này, thường rất nặng. Các thủ bản giải tội là những sách hướng dẫn thực hành cho các cha giải tội, trong định chế của sám hối giá biểu. Do nội dung, chúng là những bảng kê khai các tội và mỗi tội kèm theo một giá biểu đền tội. Các linh mục giải tội cầm chúng trong tay như một tham chiếu để đưa ra giá biểu đền tội.
Các thủ bản này không trình bầy một cách hệ thống hoá những tội như thời kinh viện sẽ làm sau này. Có nhiều khác biệt, có những mâu thuẫn giữa thủ bản này với thủ bản kia. Vì các thủ bản có mục đích trực tiếp là giúp các linh mục giải tội sửa chữa những lỗi lầm và những lạm dụng, nên ta có thể nghĩ rằng các thủ bản này phản ánh, có lẽ không hoàn toàn, nhưng khá trung thành bối cảnh luân lý và tinh thần, trong đó người kitô hữu đã sống, bối cảnh xã hội văn hoá và thời đại mà mỗi thủ bản đã được viết ra. Sự nặng nhẹ của tội được thấy qua giá biểu đền tội, nhưng các giá biểu cùng một tội như nhau lại thay đổi tùy theo mỗi thủ bản.
Nội dung của các thủ bản, dù khác nhau, nhưng luôn luôn có cùng một cách xếp đặt. Trong bảng kê khai, mỗi tội kèm theo một giá biểu, nghĩa là, ai phạm tội nào thì sẽ phải đền tội tương xứng với tội đó . Việc đền tội hệ tại những khổ chế thể xác, bố thí, lưu đầy, nhưng nhất là ăn chay cách kham khổ nhiều ngày. Như vậy, có lẽ ta phải dịch cụm từ "làm việc đền tội" của các thủ bản này bằng chữ "ăn chay".
Cuối thế kỷ XII, các tổng lược về việc sám hối (Summae de paenitentia), hay là những thủ bản của các cha giải tội sẽ kế tục các thủ bản này. Những sách mới này có khuynh hướng trở thành những cuốn sách nhỏ về kiến thức sơ lược về mục vụ. Chúng không chỉ còn bàn đến một mình bí tích sám hối, nhưng trong lúc ban bí tích này, chúng mời gọi sáng kiến và sự biện biệt của linh mục nhiều hơn ; chẳng hạn, chúng mời gọi chú ý nhiều tới con người, ra việc đền tội tùy theo điều kiện và hoàn cảnh của mỗi hối nhân, thúc giục ăn năn thống hối.
b) Sám hối giá biểu và đặc tính chống sám hối "giáo luật"
Ngược lại với sám hối "giáo luật", sám hối Aùi nhĩ Lan không chỉ cho các tội nặng nhưng còn cho các tội thường ngày và tội nhẹ. Nó có thể được lập lại khi cần. Quả thực, đây là "cuộc cách mạng".
Sám hối giá biểu đi ngược lại với sám hối thời cổ xưa và tương tự như việc thực hành sám hối của chúng ta ngày nay : nó có thể đuợc lập lại không hạn định, được cử hành cách riêng tư và không có bất kỳ một sự cấm đoán nào trong tương lai. Tuy nhiên, nó khác với sám hối của chúng ta ngày nay, đó là xá giải chỉ được ban sau khi đã làm việc đền tội, và như vậy là hối nhân phải đến với cha giải tội hai lần. Việc thú tội cần thiết là một cuộc gặp gỡ diện đối diện, để cho cha giải tội ấn định giá biểu đền tội tương xứng.
Trong định chế sám hối thời thượng cổ, việc thú tội chỉ đơn thuần là dự kiến, nhưng trong định chế giá biểu, nó trở nên quan trọng trong tiến trình sám hối. Tuy nhiên, một mặt, do hình thức hởi-thưa, mặt khác do chức năng đơn thuần của nó là một phương thế thuộc nghi thức để ấn định mức đền tội tương xứng, xét về phương diện thần học, nó là yếu tố phụ thuộc bởi vì việc thi hành "đền tội" mới thực sự quan trọng.
Tóm lại, trong định chế sám hối giá biểu, sự nhấn mạnh đặt vào việc đền tội. Tất cả tiến trình sám hối quy về đền tội. Việc "xưng tội" đối với linh mục chỉ là phương thế cần thiếtá để ấn định giá biểu đền tội, để ra hình phạt tương xứng với sự nghiêm trọng của mỗi thứ tội và phù hợp với hoàn cảnh cá nhân của hối nhân.
Trong định chế sám hối giá biểu, sự nhấn mạnh còn đặt trên lòngï hoán cải. Dường như hầu hết các nhà thần học thời thượng-trung cổ đồng ý với lập trường của Paschase Radbert : "xưng tội nói lên sám hối, sám hối đòi phải đền tội và đền tội đem lại ơn tha tội" .
c) Kết luận
Được khai sinh trong những đan viện Aùi nhĩ Lan vào đầu thế kỷ VI, định chế sám hối giá biểu đã mau chóng phát triển trên lục địa Aâu châu nhờ vào các nhà truyền giáo, chẳng hạn như các thầy dòng Columban và các môn đệ của họ. Được sinh ra ngoài vòng phẩm trật, sám hối giá biểu dường như đã thích nghi dễ dàng hơn với một Giáo Hội muốn hoán cải những kẻ xâm lăng "man di". Trong một thế giới mất trật tự khắp nơi do hung bạo, xâm phạm quyền con người, đổ máu đòi phải có hình phạt tương xứng với mức phạm tội. Hiểu như thế, chúng ta sẽ không ngạc nhiên việc áp dụng một giá biểu đền tội và sự tha tội chỉ đến sau khi đã hoàn tất việc đền tội này là cần thiếât.
Mặc dù có những đối nghịch với sám hối cổ truyền, định chế sám hối giá biểu dần dần xâm chiếm và thống lĩnh cả Tây Phương. Nó được thực hành trong nhiều thế kỷ. Chắc chắn, cho tới cuối thế kỷ XII, người ta ngưng viết các thủ bản giải tội, nhưng những tập sách nhỏ cũ được chép lại cho tới thế kỷ XVI, đặc biệt là cuốn Corrector et medicus của Burchard de Worms (1008/1012).

##### Kỷ luật mới và hai phản ứng ngược nhau
Tại Công đồng Tolêđô (589), các giám mục Tây ban Nha và xứ Gaule vùng Narbon đã tỏ ra tức giận với cách thực hành sám hối "mới" này đã được thi hành trong một số Giáo Hội của các ngài: "Chúng tôi được biết rằng có một số người, trong một số vùng thuộc Tây ban Nha, đã tha tội, không theo những quy luật của các Công đồng, nhưng qua một cách làm không chấp nhận được, là mỗi lần phạm tội là mỗi lần nhận được ơn tha tội từ tay linh mục. Vi thế, để chấm dứt việc làm đáng ghét và cao ngạo này, thánh Công đồng truyền như sau ; phải ban sám hối theo những thể thức chính thức cổ xưa." .
Ngược lại, vào những năm 644-656, các giám mục thuộc vương quốc của Clovis, nghĩa là thuộc Neustrie và Bourgogne, họp tại Chalon-sur-Saơne đã tuyên bố ca ngợi định chế sám hối mới như sau: "Điều liên hệ đến việc hoàn tất sám hối là tha tội. Sám hối là phương thuốc chữa trị tâm hồn. Chúng tôi đồng thanh xét thấy là nó có ích lợi cho mọi người. Các giám mục nhất trí ước mong rằng các tội nhân, mỗi lần họ xưng thú tội thì họ được ra một việc đền tội tương xứng".
Tại sao lại có hai phản ứng ngược nhau như thế ? Chúng ta sẽ dễ hiểu xì-căng-đan mà các nghị phụ tại Công đồng Tôlêđô cảm thấy và sự tức giận của các ngài về sự thực hành sám hối mới, đó là sự phát minh ra định chế này hoàn toàn đi ngược lại sám hối truyền thống. Tuy nhiên, chúng ta cũng hiểu được thái độ của các chủ chăn họp tại Chalon-sur-Saône mang bận tâm mục vụ và lo lắng đến mặt thiêng liêng của các tín hữu. Không dám vượt qua sám hối truyền thống, các mục tử xứ Gaules-Rôma đã tạo ra một mảnh đất thuận lợi để cho định chế mới được chấp nhận.

##### Cuộc canh tân "Carôlingô" về sám hối và hai hình thức sám hối
Vào thế kỷ VIII, một số giám mục và các thượng hội dồng carôlingô cố gắng hủy bỏ định chế sám hối giá biểu và tái lập lại sám hối "giáo luật", nhưng không thành công. Đối với họ, theo thời gian, sám hối giá biểu thực sự đã có những lạc hướng quan trọng: người ta thấy rằng cùng một tội, nhưng giá biểu đền tội lại khác nhau từ giáo phận này sang giáo phận khác, từ vị giải tội này sang vị khác.
Vào năm 813, một năm trước khi Charlemagne qua đời, ý muốn có một cuộc canh tân tận gốc rễ xuất hiện. Tại Công đồng Chalon-sur-Saône, các nghị phụ đòi phải trở lại ngay với định chế sám hối "giáo luật" và cùng lúc, phải hủy bỏ sám hối giá biểu: "Phải áp đặt việc sám hối theo những quy tắc cổ xưa như đã đuợc viết. Phải vứt bỏ và tiêu hủy hoàn toàn những cuốn sách mà người ta gọi là thủ bản giải tội, sự sai lầm của những sách này quá rõ ràng cũng như các tác giả của chúng ít được tin cậy" .
Sau đó, Công đồng Paris năm 829 kêu gọi tất cả các giám mục tìm kiếm và đốt đi những "thủ bản giải tội": "Nhiều linh mục, vì lười biếng hay vì dốt nát.không còn cử hành sám hối theo những quy tắc đã có ; họ sử dụng những thủ bản giải tội. Xin mỗi giám mục hãy tìm trong giáo phận của mình những cuốn sách đầy sai lầm này và đốt chúng đi, để trong tương lai, các linh mục dốt nát không còn sử dụng chúng để lừa bịp người khác".
Trở lại với sám hối cổ xưa là điều mà Công đồng Chalon-sur-Saône (813) đã muốn. Nhưng việc trở về này, ta có thể đoán được, là bất khả thi. Vì thế, các giám mục đi tìm một giải pháp dung hoà : đối với tội công khai thì sám hối công khai, đối với tội thầm kín thì sám hối riêng tư. Nói cách khác, người ta chấp nhận sự hiện hữu của cả hai định chế sám hối. Cách giải quyết này dẫn đến việc làm cho định chế sám hối càng ra phức tạp.

##### Xá giải trước đền tội (thế kỷ XI- XII)
Vào khoảng năm 1000, xá giải đuợc ban ngay sau khi xưng tội, không còn phải đợi hoàn tất việc đền tội nữa. Lý do chính của thay đổi này là vì sự khó khăn của các tín hữu trở lại gặp linh mục và nguy hiểm mà một số người gặp phải. Việc gộp lại chỉ trong một hành vi duy nhất như thế trong tiến trình sám hối tạo ra một giai đoan mới rất quan trọng trong lịch sử sám hối.
Chính sự thú tội, và ngay sau đó là xá giải, sẽ được coi như một yếu tố cấu tạo nhờ sự bắt đầu đền tội. Làm như vậy, nó đã đoạn tuyệt với kỷ luật sám hối thời cổ. "Xưng tội" sẽ trở thành tên gọi quen thuộc của bí tích và đền tội sẽ xuất hiện như một loại phụ lục.
Trong suốt thời Thượng-trung cổ, thói quen không cần thiết phải xưng tội với linh mục trở thành phổ biến trong một số vùng quê, vào thời của Carolinge, để lật đổ một khuynh hướng như Alcuin hoặc Jonas dOrléans làm chứng Tuy nhiên cũng cùng thời đó, Công đồng Chalon năm 813 đã bỏ ngỏ khả thể xưng tội với Thiên Chúa hay với linh mục. Hai thế kỷ sau, Burchard de Worms (+1020) sẽ thêm vào bản văn này: "Một số người nói rằng phải xưng tội với một mình Thiên Chúa, như những người Hy lạp vẫn làm ; một số khác lại nói phải xưng tội với linh mục, như toàn thể Giáo hội đang làm [.]. Xưng tội với một mình Thiên Chúa phù hợp cho các người công chính, tẩy sạch chúng ta khỏi tội ; còn xưng tội với linh mục thì cho chúng ta hiểu rằng chúng ta được thanh tẩy khỏi tội như thế nào". Rõ ràng là Burchard đấu tranh ủng hộ việc xưng tội với linh mục, dù cho việc xưng tội này chỉ mang giá trị sư phạm.
Mặc dù có sự nhấn mạnh của Burchard, Gratien, trong sắc lệnh của ông sẽ kể ra, về điểm này cũng như các điểm khác, những ý kiến khác nhau đã có trong quá khứ. Ôâng kết luận trong khảo luận Concordia discordantium liên quan đến việc xưng tội với Thiên Chúa hay với linh mục như sau : "Tôi để cho độc giả quyền chọn lựa giữa hai hình thức. Mỗi hình thức thực sự đều có những người khôn ngoan và đạo đức ủng hộ".
Một sự khác biệt về những ý nghĩa như thế đáng được suy nghĩ đôi chút. Nếu quá khứ chưa bao giờ cung cấp một câu trả lời trực tiếp cho những vấn nạn của hiện tại, thì ngược lại, nó có thể mở ra một vài viễn ảnh để khám phá hầu cất đi thách đố của cơn khủng hoảng hiện tại về bí tích hoà giải, khủng hoảng dường như kết tinh lại trước hết chung quanh việc cáo tội.

#### Thời kì cận đại
Vào thế kỷ XII, trong bối cảnh bùng nổ dân số, thương mại phát triển, nhiều thành phố hình thành, nhiều trường kinh viện, luận lý, thần học xuất hiện, chẳng hạn như Laon, Chartres, Paris. Người ta chứng kiến một sự thay đổi sâu rộng về văn hoá. : một "giai cấp" mới của những người trí thức, giai cấp các học giả, gắn liền với thành thị và những khát vọng mới về văn hoá đối lập với thần học đan viện đang bá chủ gắn liền nhiều hơn với giai cấp địa chủ nông thôn và việc đọc lại các giáo phụ. Định chế mới, với việc nhấn mạnh đến sự nghiêm chỉnh "xét mình" trong việc xưng tội, nằm trong bối cảnh liên hệ mật thiết với tâm thức mới này
Giáo Hội La tinh, vào cuối thế kỷ XII và đầu thế kỷ XIII đã tổ chức lại kỷ luật về sám hối với ba hình thái sám hối:

##### Ba hình thái sám hối
Tới cuối thế kỷ XII, người ta thường chỉ phân biệt hai hình thức sám hối : thứ nhất gọi là sám hối công khai hay trọng thể, di sản của sám hối thời thượng cổ, thứ hai là sám hối riêng tư, kín hay giá biểu. Pierre le Mangeur dường như là người đầu tiên thêm vào trong cuốn De sacramentis (Về các bí tích) viết khoảng năm 1165-1170, một hình thức trung gian mà ông gọi là công khai. Ôâng ghi nhận khía cạnh hữu hình và sự nghiêm khắc của hình thức thứ nhất mà từ bây giờ trở đi luôn được gọi là trọng thể. Hình thức này chỉ được ban một lần duy nhất trong đời nhằm kính trọng bí tích. Hình thức này vẫn tiếp nối sám hối truyền thống với tất cả những nét riêng của nó : bước vào sám hối ngày thứ tư lễ tro và kết thúc qua việc hoà giải ngày thứ năm tuần thánh. Còn về hai hình thức khác : "sám hối công khai được ban trước mọi người ; sám hối cá nhân được ban cách riêng tư. Cả hai phải và có thể được lập lại, lần thứ hai, thứ ba .".
Sự phân biệt ba hình thức này của Pierre le Mangeur được lập lại trong các sách thủ bản của các cha giải tội. Alain de Lille, xét về căn bản, cho ta một số chỉ dẫn gợi hứng từ Gratien  : Việc cử hành sám hối trọng thể được dành cho các vị thượng cấp của Giáo Hội, mặc dù các linh mục thường cũng có quyền buộc và tháo gỡ.
Robert de Flamesbury (khoảng 1207-1215) cho ta chỉ dẫn về sự phân chia này trong cuốn thủ bản giải tội của ông :
"Có ba hình thức sám hối : sám hối công khai trọng thể, sám hối công khai không trọng thể và sám hối riêng tư."
Việc xưng tội cá nhân "bắt buộc" xuất hiện tại Công đồng Latran IV do Đức Giáo hoàng Innocent III triệu tập . Vào lúc này, xưng tội hàng năm gắn liền với việc rước lễ mùa Phục sinh trở thành nhịp điệu cốt yếu của đời sống kitô hữu, dấu chỉ của việc thuộc về cộng đoàn kitô hữu.
Trong định chế "cận đại", sự nhấn mạnh chú trọng nhiều hơn đến việc xưng tội và đến sự xấu hổ do việc thú tội tạo ra nhằm đóng vai trò của "thành phần chính yếu của việc đền tội". Việc xưng tội chỉ hiện hữu trong mức độ mà cả 4 yếu tố này hiện diện. Như thế, cáo tội không còn phải là một dự kiến đơn thuần, một phương thế mang tính nghi thức, nhưng là một yếu tố cấu thành chính bí tích.

##### Những vấn đề thần học về cơ cấu của bí tích Hòa giải
Như ta đã nói ở trên, vào khoảng năm 1000, người ta thường ban xá giải ngay sau khi thú tội mà không cần chờ đợi phải hoàn thành việc đền tội. Làm như vậy, không thể không kéo theo một thay đổi quan trọng về giáo lý sám hối. Thực vậy, từ nay, việc đền tội không còn được coi như nguyên nhân đưa đến việc tha tội nhưng đúng hơn là việc "ăn năn tội".
Sự di chuyển từ sám hối giá biểu sang sám hối cận đại rõ ràng đồng thời với việc phác thảo ra thần học của bí tích Hòa giải , thần học này trở thành "kinh viện" cho tới ngày nay và được Công đồng Trentô định tín.
Trong phân nửa đầu của thế kỷ XII, định chế sám hối giá biểu vẫn còn hiệu lực. Nhưng ở giữa thế kỷ XII, sám hối giá biểu bắt đầu trở nên quá nặng nề và việc điều chỉnh không còn thích ứng được. Kết quả là các thủ bản giải tội rơi vào trong sự nhàm chán vào phân nửa thứ hai của thế kỷ XII.
a.  Abélard và vai trò chủ yếu của ăn năn tội.
Sự chỗi dậy của ý thức chủ thể và của lý trí nơi Abélard, "con người hiện đại đầu tiên" nói theo kiểu của cha Chenu, tạo ra một "cú chốc phá hoại" : luân lý của ý hướng đánh gục thuyết duy khách quan của trật tự tự nhiên và chuyên chế trước đây., ở điểm mà Abélard "hầu như đặt tất cả sám hối vào ăn năn tội". Chính trong bối cảnh này mà thần học của bí tích Hòa giải thành hình, một thần học, do sự phản kích, đã có ảnh hưởng sâu xa trên việc lập lại thế quân bình nội tại của việc thực hành sám hối, sự nhấn mạnh về sám hối - đền tội thay đổi và việc từ bỏ sám hối giá biểu.
Trên đồi Sainte-Genevière, Pierre Abélard dạy thần học. Ông thấy rõ vai trò của lương tâm trong đời sống người kitô hữu, của ý hướng trong giá trị của các hành vi nhân linh. Ôâng tấn công việc thực hành của định chế sám hối, đặt lại vấn đề về việc trao ban quyền tha tội từ các tông đồ đến những kẻ kế vị các ngài, và hầu như ông đặt sám hối vào việc ăn năn tội. Đối với ông, sám hối đích thực không còn phải là sám hối mà người ta hoàn thành nhưng là sự thống hối của con tim.
Ăn năn tội là việc hối tiếc về tội nhờ tình yêu Thiên Chúa, ăn năn tội như thế tức khắc sẽ ban ơn tha thứ, mặc dù sau đó phải xưng tội và làm việc đền tội. Đối với người tiên phong về phương pháp kinh viện này, sự can thiệp của thừa tác viên chỉ là để ấn định mức độ đền tội mà hối nhân phải thi hành chứ không có một hiệu năng bí tích nào cả. Abélard bị kết án tại Công đồng Sens năm 1140 vì không công nhận quyền tha tội . Tuy nhiên, trong bối cảnh văn hoá đề cao lương tâm của con người , và trong tiến trình tiến hóa của cơ chế sám hối và của cơ chế giáo hội một cách tổng quát, khi nhấn mạnh đến ý hướng chủ thể, ông đã đào sâu giá trị của việc thống hối ăn năn trong đời sống kitô hữu và cho nó một chỗ đứng.
b.  Hugues de Saint-Victor và quyền tha tội
Hugues de Saint-Victor là một nhà thần học lớn. Ôâng tranh luận với từng luận đề của Abélard. Trong khi chấp nhận rằng trong trường hợp không thể xưng tội được thì hối nhân vẫn được tha, ông khẳng định rằng chính trong việc xưng tội mà quyền tha tội được Chúa Kitô trao ban cho các tông đồ được thi hành . Nói khác đi, theo Hugues de Saint-Victor, Thiên Chúa tháo gỡ mối dây án phạt vì lòng thống hối ăn năn trước đó, nhưng chỉ với điều kiện là có xá giải đi sau, trong khi linh mục tha tội hoàn toàn qua việc xá giải.
Về mặt thần học, người ta ở trong một ngõ cụt, bởi vì không giữ đuợc cả hai yếu tố cùng một lúc, hai yếu tố đều quan trọng và chính đáng.
c) Pierre Lombard và các thành phần của bí tích.
Trong những năm sau cái chết của Abélard và Hugues, khi các nhà thần học đi đến việc kể ra 7 bí tích, họ gọi bí tích sám hối là bí tích giải tội, bởi vì trong bí tích này tội được tha.
Với tên gọi này, trong cuốn sách về các phán quyết (sentences) của Pierre Lombard, cuốn này sẽ là nền tảng cho việc giảng dậy thần học tới thế kỷ XVI, ông tuyên bố hai yếu tố để phân biệt giữa sám hối như một nhân đức và sám hối như một bí tích và kể ra các thành phần của bí tích.
Ông vừa công nhận trực giác nền tảng của Abélard về lòng thống hối, ít ra là trong điều cốt yếu, vừa công nhận phản ứng của Hugues về tính bí tích của việc tha tội. Sự phân biệt mà ông đề nghị giữa sám hối như một nhân đức và sám hối như một bí tích đi theo chiều hướng này.
Ông cũng tìm cách để vượt qua sự đối nghịch giữa thống hối và xưng tội trong khi gộp lại ba bước đi kế tiếp nhau của hối nhân trong sám hối là thống hối, xưng tội và đền tội mà các nhà thần học sẽ gọi là các thành phần của sám hối.
Câu hỏi chính được nêu ra là mối dây liên hệ giữa chúng và cách thế mà chúng nối kết với việc xá giải.
Một thế kỷ sau, thần học sẽ thấy rõ ràng tính duy nhất này, duy nhất giữa lời xá giải của thừa tác viên tha tội nhân danh Đức Kitô với bước đi của hối nhân, Ta không thể tách yếu tố này khỏi yếu tố kia : ơn tha thứ của Thiên Chúa được ban qua thừa tác vụ linh mục và hoạt động của Thiên Chúa biến đổi lòng con người.
Với thần học này, chúng ta đang ở giữa thế kỷ XII, thế kỷ của thần học kinh viện bắt đầu được hệ thống hoá.
d) Thánh Tôma và sự trung gian của Giáo Hội
Trong gần hai thế kỷ, thần học Trung cổ phải vất vả để ra khỏi sự tiến thoái lưỡng nan này : nếu quả thật, chỉ một mình Thiên Chúa mới công chính hoá, cứu rỗi, ban ân sủng và tha thứ cho chúng ta, thì các vai trò trung gian của Giáo hội chỉ có thể thâu hẹp lại một cách khiêm tốn. Trong khi, vai trò quan trọng của lòng thống hối và sự chân thành hoán cải trong bước đi của hối nhân đã được nhìn nhận như yếu tố cấu thành của bí tích. Tuy nhiên, những bước đi này sẽ không mang tính bí tích, nếu chúng không gặp gỡ với Đức Kirô hằng sống đang hoạt động trong Giáo Hội. Vì thế, sự can thiệp của linh mục, thừa tác viên của quyền chìa khoá là yếu tố cấu thành bí tích.
e) Công đồng Trentô và bí tích Hòa giải
Vào thế kỷ XVI, trong khoá họp XIV năm 1551, Công đồng đã đề cập nhiều đến bí tích sám hối.. Tư tưởng của Tôma thường gợi hứng cho Công đồng, nhưng cũng có một số nhượng bộ nào đó trước các trường phái khác, chẳng hạn gọi các hành vi của hối nhân chỉ "như chất thể" (quasi-matière) của bí tích.
Thứ tự của các thành phần cấu tạo nên bí tích sám hối do Công đồng đặt ra là : thống hối, xưng tội, xá giải và đền tội. Như vậy, lược đồ của Công đồng là sự kế tiếp theo thời gian của các hành vi của định chế sám hối cá nhân và riêng tư này, được ghi dấu bởi việc ban xá giải ngay sau khi xưng tôi. Được thúc đẩy do lòng thống hối ăn năn tội, hối nhân đến cáo tội, nhận xá giải và lời xá giải giao hoà họ với Thiên Chúa và họ làm việc đền tội. Sự hoà giải với Thiên Chúa diễn ra trong những hành vi chị-em với nhau là xưng tội - xá giải.
Từ Công đồng Trentô tới nay, bộ mặt bên ngoài và phụng vụ của bí tích không còn thay đổi nữa. Nhưng cách thực hành đã biến chuyển nhiều, vì sự hiểu biết về vai trò của mỗi hành vi của bí tích không còn chỉ trên bình diện lý thuyết nhưng trên bình diện sự sống như cha Karl Rahner viết : "hành vi tôn giáo và hiện sinh của sám hối đi ngang qua, trong nhiều giai đoạn thế kỷ, từ sự hoàn tất khả giác của việc đền tội đến hoán cải nội tâm, đến thú tội cách khiêm nhường, đến lời xá giải của linh mục" . Đây là những biến chuyển cuối cùng.
Ngày nay, vai trò của Giáo Hội thu lại vào vai trò của linh mục : người nghe xưng tội, ấn định việc đền tội và ban lời xá giải. Hành vi này không còn mang hình thái của cử hành phụng vụ nữa, khi người ta làm ra những "toà giải tội", vào thế kỷ XVI, và đặt chúng vào hai bên hông của nhà thờ, mặc dù Nghi thức của Công đồng Trentô năm 1614 quy định rằng việc xưng tội phải diển ra trong nhà thờ, chứ không phải tại tư gia ; phụng vụ của bí tích phải có, dù khiêm tốn, nó không chỉ là những lời kinh xin tha thứ và xá giải.
f) Nghi thức của sám hối "cận đại" cho tới Vatican II
Mô thức của bí tích hệ tại trong những lời sau đây ở trực cách thuyết : "Ta tha tội cho con." (Ego te absolvo). Lời tuyên bố này, có nguồn gốc từ các nhà thần học kinh viện, được Giáo Hội chấp thuận tại Công đồng Florence năm 1439 và nhất là tại Công đồng Trentô năm 1551 . Việc nhấn mạnh đến ơn tha thứ nhờ vào lòng thống hối như ở thế kỷ XII đã bắt các nhà thần học ở thế kỷ XIII phải nhấn mạnh đến tầm quan trọng của hành vi bí tích, bằng cách sửa lại công thức xá giải như trên; công thức này ngày xưa mang hình thức của một kinh nguyện, thì bây giờ lại trở thành một lời tuyên bố thuộc Giáo hội. "Ta tha tội cho con" (Ego te absolvo) sao chép lại công thức "ta rửa tội cho con" (Ego te baptizo).

#### Kết luận về lịch sử sám hối và các luận đề của Robert Lendi
Sau khi đã tóm tắt những nét chính yếu của lịch sử biến chuyển của bí tích sám hối, chúng ta muốn ghi lại những luận đề của Robert Lendi, một sử gia phụng vụ. Ông đã tóm tắt nền tảng thần học-lịch sử của những nguyên tắc của ông trong 8 luận đề sau đây:
a) Dọc theo lịch sử, không chỉ việc thực hành của sám hối thay đổi, nhưng ngay cả thần học của sám hối và của bí tích đã chịu những sự thay đổi cơ bản, và với mỗi giai đoạn biến chuyển, sự nhấn mạnh vào những yếu tố rõ ràng khác nhau.
b) Tính đa dạng hợp pháp trong việc thực hành của Giáo Hội về bí tích sám hối đã diễn ra trong lịch sử.
c) Thần học của bí tích sám hối và thần học bí tích nói chung, cũng như những quyết định của huấn quyền luôn là hệ luận của những đổi thay xảy ra trong bối cảnh văn hoá và trong việc thực hành bí tích của Giáo Hội.
d) Quan niệm và sự hiểu biết về bản chất bí tích của sám hối chỉ có thể được xác định trên nền tảng những tương quan lịch sử cụ thể của những chiều kích cứu thế, nhân học và giáo hội học của bí tích.
e) Không có một thần học bí tích ngoài thời gian, cũng như không có thần học của sám hối mà không liên hệ với việc thực hành cụ thể.
f) Sự liên tục và căn tính của giáo huấn và của việc thực hành liên quan đến bí tích sám hối không thể được quan niệm như căn tính thuộc lời nói không mang tính lịch sử của một số đề nghị nhưng phải chịu sự tác động của những thay đổi tùy thuộc hoàn cảnh lịch sử và văn hoá.
g) Một sự thích nghi không tương xứng của bi tích sám hối trước những đòi hỏi của mục vụ hay trước một hoàn cảnh văn hoá mới, có thể trá hình như một ý thức hệ.
h) Nhân học, theo nghĩa rộng nhất của từ ngữ, hay nói khác đi, là những yếu tố xã hội văn hoá làm nên và luôn là thành phần chính yếu của những nguyên tắc chi phối thần học và việc thực hành sám hối và bí tích của Giáo Hội. Mọi lý thuyết và thực hành của các bí tích nói chung và của bí tích sám hối nói riêng, trong mỗi thời đại được xem như có liên hệ chặt chẽ với những thực tại đương thời.

## Lãnh nhận Bí tích Hòa Giải

### Công giáo

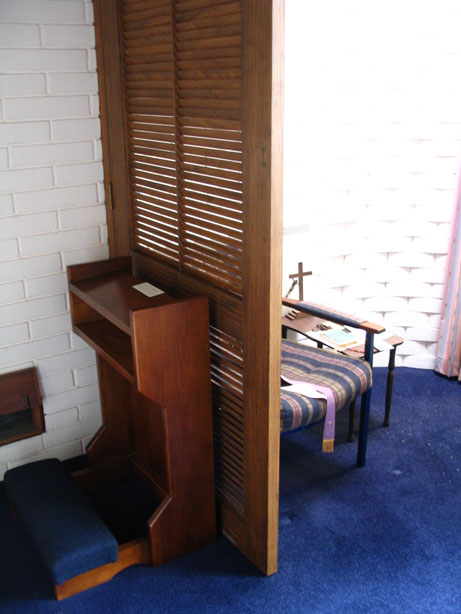
Tòa giải tội phổ biến trong các nhà thờ Công giáo

Chỉ những người đã lãnh nhận Bí tích Rửa tội mới lãnh nhận được Bí tích Hòa giải, nghĩa là chỉ có giáo dân (Kitô hữu) mới lãnh nhận được Bí tích này. Các tài liệu hướng dẫn xưng tội có nhiều cách thức nhưng chỉ khác nhau về cách sử dụng ngôn từ và lời đối đáp giữa hối nhân với vị linh mục, về ý nghĩa và quy trình xưng tội thì vẫn như nhau. Trong các sách giáo lý Công giáo ghi rằng việc xưng tội gồm 5 bước: xin ơn Chúa Thánh Thần soi dẫn; xét mình; ăn năn dốc lòng chừa; xưng tội; đền tội.
Một số sách khác ghi rằng để lãnh nhận Bí tích Hòa giải thì cần thực hiện 4 công việc sau đây: hồi tâm tự kiểm: là nhớ lại những tội lỗi đã phạm từ khi lãnh Bí tích Hòa Giải lần trước cho tới nay, đã làm những điều gì mất lòng Chúa, xúc phạm đến tha nhân và làm ô nhơ cho chính bản thân, trái lương tâm, phản luật Chúa và Giáo Hội; sám hối dốc lòng: Công Đồng Tridentinô định nghĩa: “Sám hối là việc tâm hồn đau đớn và gớm ghét tội lỗi đã phạm và dốc lòng không tái phạm nữa” (Trid Sess 14, Cap 4); xưng thú thành thật: Công Đồng Tridentinô định nghĩa: “Xưng tội là thú nhận tất cả các tội trọng đã thực sự vi phạm sau khi đã lãnh Bí tích Rửa Tội để chịu sự phán đoán của thẩm quyền tháo mở hay cầm buộc mà Giáo Hội đã được Chúa trao ban”; đền bồi cân xứng: Công Đồng Tridentinô dạy các Linh Mục phải ra việc đền tội cho hối nhân nếu ban Bí tích Hòa Giải cho kẻ ấy. Việc đền tội cần xứng hợp với tội trạng, với sức lực và chức bậc của tội nhân (Can 887).
Quy trình xưng tội như sau, hối nhân bước lên tòa giải tội và đối thoại với linh mục theo một cách thức đã quy định để xưng thú tội lỗi của mình với linh mục. Sau đó, linh mục đưa lời khuyên răn và giao việc đền tội cho hối nhân. Linh mục đọc lời xá giải và hối nhân đáp "Amen" thì hối nhân đã lãnh nhận xong Bí tích. Khi đó mọi tội lỗi mà họ xưng thú đã được tha thứ.
Tuy nhiên, một số tội lỗi một khi đã mắc phải thì linh mục không có thẩm quyền tha tội. Các tội ấy bao gồm: Hành hung Đức Thánh Cha; Không có phép Đức Thánh Cha mà truyền chức Giám mục cho một người; Vi phạm Ấn tín Tòa Giải Tội; Xúc phạm Mình Thánh Chúa; Bội giáo (chối bỏ đức tin Kitô giáo); Lạc giáo hay rối đạo (chối bỏ một số tín điều hay giáo lý của Giáo Hội); Ly giáo (công khai từ bỏ Công giáo để gia nhập giáo phái khác); Phá thai hay giúp phá thai có kết quả. Các tội lỗi trên một khi đã phạm thì sẽ mắc vạ tuyệt thông tiền kết, chỉ có Tòa Thánh được quyền tháo gỡ. Trường hợp phá thai hay giúp phá thai có kết quả thì Đức Giáo hoàng Phanxicô đã cho phép các linh mục trên toàn thế giới từ nay được tha tội này.

#### Ấn tín Tòa Giải Tội
Ấn tín Tòa Giải Tội hay Bí mật Tòa Giải Tội, Ấn Tòa Giải Tội, Ấn tín Bí Tích, trong đó những gì hối nhân xưng thú với cha giải tội nơi tòa giải tội phải được giữ bí mật tuyệt đối. Đây là điều bất khả xâm phạm và tuyệt đối cấm cha giải tội tiết lộ hối nhân bằng lối nói hay bằng cách nào khác và vì bất cứ lý do gì. Buộc cả các thông dịch viên và tất cả mọi người đã biết được tội bằng bất cứ cách nào do việc thú tội của hối nhân, cũng đều buộc giữ bí mật. Bị phạt vạ tuyệt thông tiền kết dành cho Tòa Thánh, linh mục nào trực tiếp vi phạm ấn tòa giải tội.